# Scytalopus novacapitalis
Scytalopus novacapitalis е вид птица от семейство Rhinocryptidae. Видът е почти застрашен от изчезване.

## Разпространение
Видът е разпространен в Бразилия.